# Мордовско-Полянское сельское поселение
Мордовско-Полянское се́льское поселе́ние — муниципальное образование в Зубово-Полянском районе Мордовии Российской Федерации.
Административный центр — село Мордовская Поляна.

## История
Статус и границы сельского поселения установлены Законом Республики Мордовия от 7 февраля 2005 года № 12-З «Об установлении границ муниципальных образований Зубово-Полянского муниципального района, Зубово-Полянского муниципального района и наделении их статусом сельского поселения, городского поселения и муниципального района».
Законом от 24 апреля 2019 года, в Мордовско-Полянское сельское поселение (сельсовет) были включены все населённые пункты упразднённого Булдыгинского сельского поселения (сельсовета).

## Население
| 2002 | 2010  | 2012  | 2013  | 2014  | 2015 | 2016 |
| ---- | ----- | ----- | ----- | ----- | ---- | ---- |
| 1365 | ↘1077 | ↘1051 | ↘1027 | ↘983  | ↘937 | ↘896 |
| 2017 | 2018  | 2019  | 2020  | 2021  |      |      |
| ↘866 | ↘843  | ↘841  | ↘834  | ↗1161 |      |      |

## Состав сельского поселения
| № | Населённый пункт  | Тип населённого пункта | Население |
| - | ----------------- | ---------------------- | --------- |
| 1 | Богдановка        | село                   | ↘19       |
| 2 | Булдыгино         | село                   | ↘239      |
| 3 | Вадово-Сосновка   | село                   | ↘98       |
| 4 | Валовка           | посёлок                | ↘20       |
| 5 | Выселки           | посёлок                | ↘103      |
| 6 | Ивановка          | деревня                | ↘35       |
| 7 | Мордовская Поляна | село                   | ↘924      |
| 8 | Поповка           | посёлок                | ↘169      |
| 9 | Родниковка        | посёлок                | →1        |